# خویبون
خویبون (به کردی: Xoybûn، خۆیبوون) یک سازمان ملی‌گرای کُرد بود که رهبری شورش آرارات را بر عهده داشت.
چندین شخصیت برجسته کُرد در ۵ اکتبر ۱۹۲۷ سازمان خویبون را تأسیس کردند. اعضای برجسته کنگره شامل کامران بدرخان، جلادت بدرخان، ممدوح سلیم و مهدی سعید (برادر شیخ سعید) بودند.در همان ماه، خویبون با فدراسیون انقلاب ارمنستان به یک پیمان رسید. این پیمان در ۲۹ اکتبر در بیروت توسط واهان پاپازیان (زاده ۱۸۷۶) مورد مذاکره قرار گرفت. بخش مسلحانه سازمان توسط احسان نوری پاشا افسر کُرد عثمانی هدایت می‌شد. جناح سیاسی در دمشق مستقر بود. از چندین کشور غربی و عمدتاً توسط اعضای خانواده بدرخان نمایندگی می‌شد. جلادت بدرخان به عنوان رئیس آن انتخاب شد.این سازمان در تمام مناطق کردستان فعال بود.

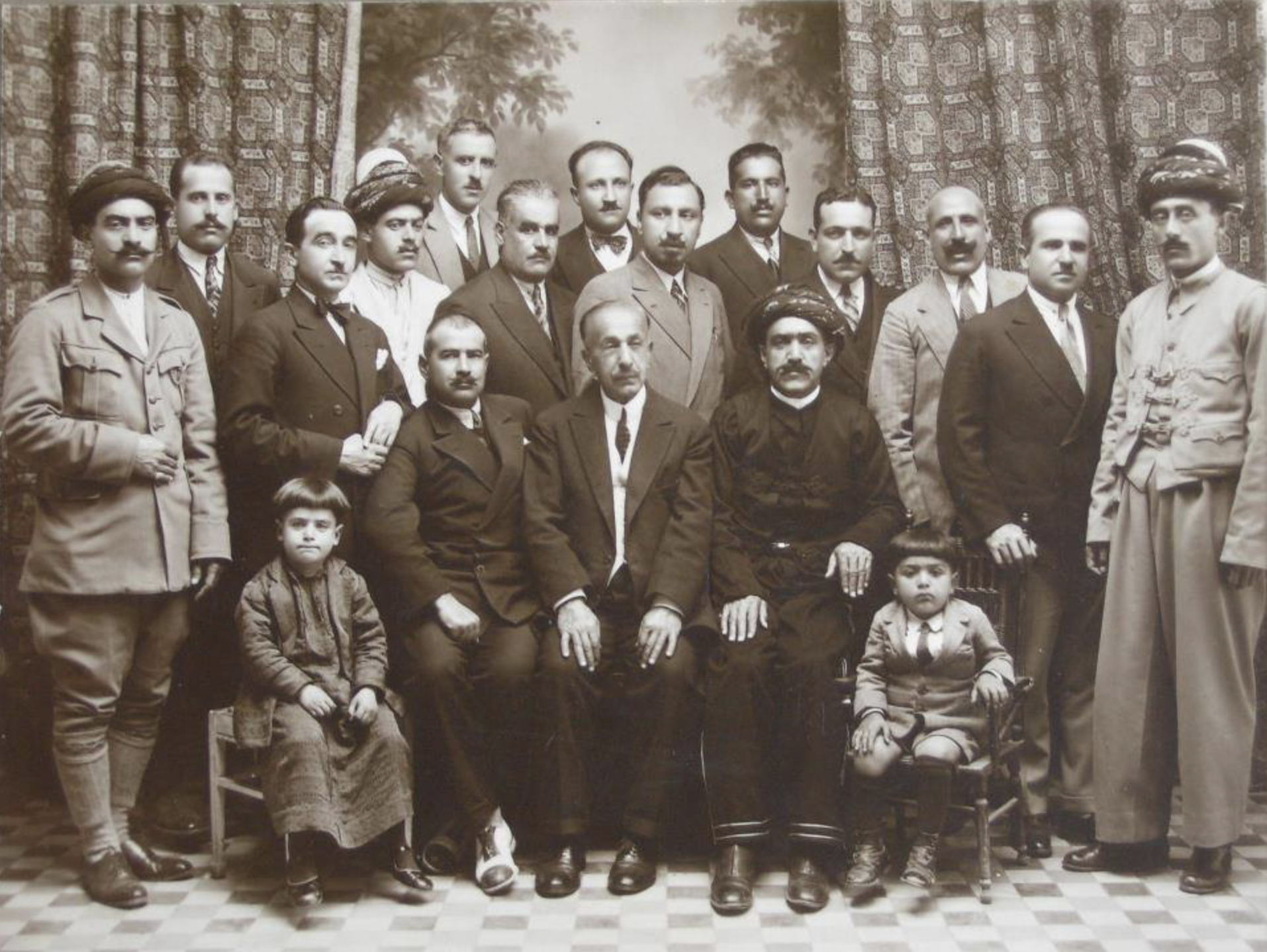
کُنگره خویبون در لبنان در سال ۱۹۲۷

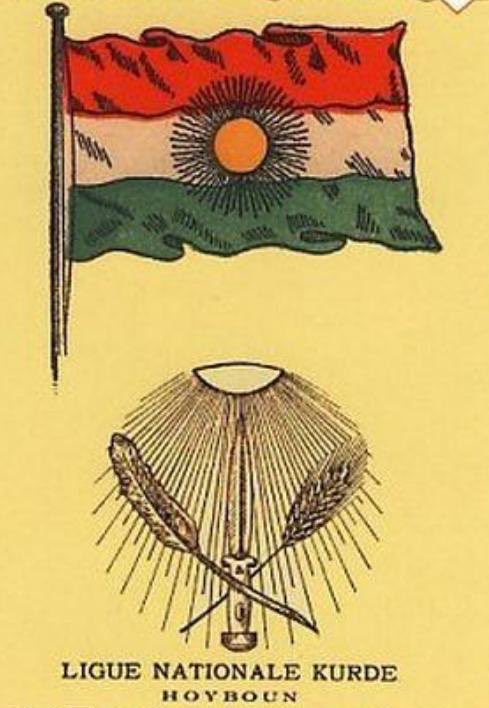
جلد سازمان سیاسی ملی‌گرای کُرد خویبون

## فعالیت
اعضای خویبون تصمیم به ارتقاء احسان نوری پاشا افسر سابق کُرد در ارتش‌های عثمانی و ترکیه، به ژنرال (پاشا) گرفتن و او را با ۲۰ نفر به ارزروم فرستادن. آنها روزنامه ای به نام اگری منتشر کردند. جمهوری آرارات استقلال خود را در ۸ اکتبر ۱۹۲۷ اعلام کرد.
کمیته مرکزی خویبون بروی حسکی تلو را که از بزرگان ایل جلالی بود به استانداری آگری و احسان نوری پاشا را به سمت فرمانده کل نیروهای مسلح کرد منصوب کرد. خویبون همچنین به قدرتهای بزرگ و جامعه ملل (سازمان ملل) رجوع کرد اما تحت فشار ترکیه، انگلیس و فرانسه فعالیتهای افراد درگیر در خویبون را محدود کردند.
خویبون سازمان اصلی شروع شورش آرارات بود، جایی که جمهوری آرارات تأسیس شد و متعاقباً توسط نیروهای ترک در سال ۱۹۳۱ ساقط شد. پس ازشکست در آرارات بسیاری از رهبران خویبون به سوریه و ایران رفتن دسته ای که در سوریه که در آن زمان تحت قیمومیت فرانسه تبعید شدن به فعالیت های فرهنگی به تاسیس روزنامه و نشریه هایی به به زبان کردی پرداختن خویبون در دهه ۳۰ میلادی  به یک حزب راست افراطی تبدیل شد و در طول جنگ جهانی دوم سعی کردن با حمایت آلمان نازی استقلال کردستان را محقق کنند که میشود به رمزی نافی یکی از رهبران کُرد خویبون در عملیات شکست خورده ماموت اشاره کرد.